# 비어드 파파

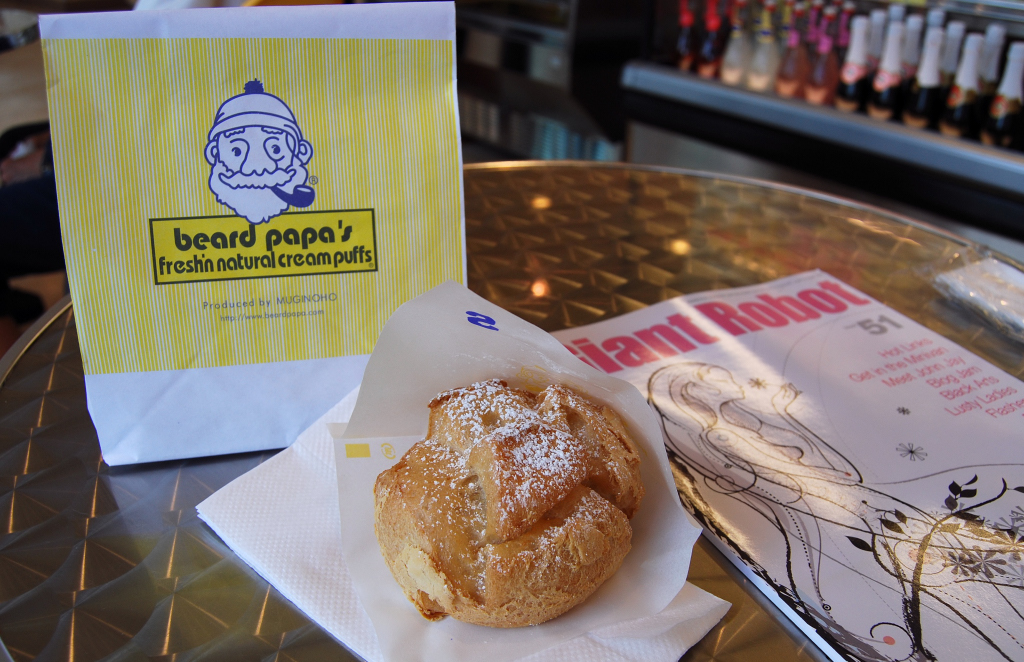

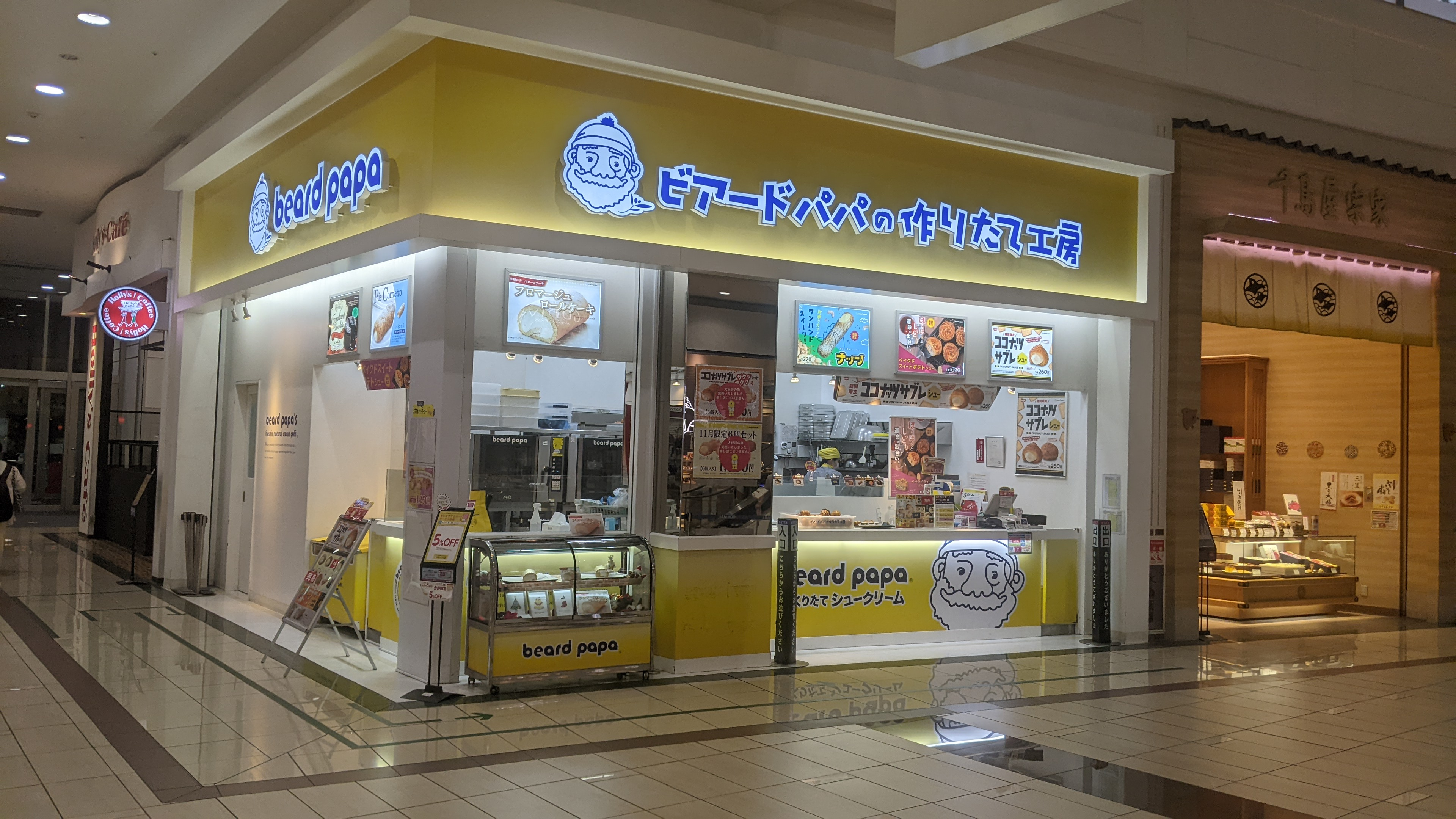
오사카부 오사카시 쓰루미구에 있는 이온몰 쓰루미료쿠치점

비어드 파파(Beard Papa's, 일본어: ビアード・パパ)는 주식회사 무기노호(株式会社麦の穂, Muginoho Co., Ltd.)가 소유한 일본에서 시작된 국제적인 슈크림 매장 체인이다. 슬로건은 "신선하고 자연스러운 크림 퍼프"이다. 비어드 파파는 일본 내 250개 이상의 매장을 보유하고 있으며, 전 세계 15개 국가 및 지역에 475개 이상의 매장을 보유하고 있다.
상표 제품은 휘핑 크림 커스터드로 채워진 슈 페이스트리 껍질(shell)로 바닐라, 초콜릿 및 특수 맛으로 제공된다.

## 기타 패스트리 및 디저트
- 마카롱
- 모찌 아이스크림
- 치즈케이크
- 몽블랑 (디저트)
- 티라미수